# La Meuse et ses annexes hydrauliques
La Meuse et ses annexes hydrauliques este o arie protejată (sit de importanță comunitară — SCI) din Franța întinsă pe o suprafață de 582 ha, integral pe uscat.

## Localizare
Centrul sitului La Meuse et ses annexes hydrauliques este situat la coordonatele 48°57′17″N 5°30′33″E / 48.95472°N 5.50917°E.

## Înființare
Situl La Meuse et ses annexes hydrauliques a fost declarat arie specială de conservare în baza directivei 92/43 din 1992 referitoare la conservarea habitatelor naturale și a faunei și florei sălbatice pentru a proteja 10 specii de animale.

## Biodiversitate
Situată în ecoregiunea continentală, aria protejată conține 2 habitate naturale: Păduri aluvionare cu Alnus glutinosa și Fraxinus excelsior (Alno-Padion, Alnion incanae, Salicion albae), Fânețe de joasă altitudine (Alopecurus pratensis, Sanguisorba officinalis).
La baza desemnării sitului se află mai multe specii protejate:
- mamifere (1): castor (Castor fiber)
- nevertebrate (3): Coenagrion mercuriale, fluturele purpuriu (Lycaena dispar), Unio crassus
- pești (6): zvârluga (Cobitis taenia), zglăvoacă (Cottus gobio), Cottus perifretum, cicar (Lampetra planeri), țipar (Misgurnus fossilis), boarță (Rhodeus amarus)

Pe lângă speciile protejate, pe teritoriul sitului au mai fost identificate 2 specii de păsări, 4 specii de pești.